# César Borges
César Augusto Rabello Borges GOMM (Salvador, 21 de novembro de 1948) é um professor, engenheiro civil e político brasileiro atualmente sem partido. Foi ministro dos Transportes e ministro-chefe dos Portos durante o governo Dilma Rousseff. Pela Bahia, foi governador e senador.

## Biografia
Viveu a infância e a adolescência com a família na cidade de Jequié, de onde seu pai, Waldomiro Borges, foi líder político. É graduado em engenharia civil pela Universidade Federal da Bahia, onde também lecionou. Casado com Tércia Pimentel Borges, é pai de seis filhos.
Seu primeiro cargo público foi presidente da Junta Comercial do Estado da Bahia, na gestão do governador João Durval.
Filiado ao PFL, elegeu-se deputado estadual por dois mandatos consecutivos. Durante a gestão de Antônio Carlos Magalhães a frente do governo da Bahia, ocupou o cargo de Secretário de Recursos Hídricos.
Impulsionado por Antônio Carlos Magalhães, foi eleito em 1994, vice-governador de Paulo Souto e, em 1998, eleito governador da Bahia. Não concluiu o mandato, para em 2002 eleger-se senador.
Admitido à Ordem do Mérito Militar em março de 1998 no grau de Comendador especial pelo presidente Fernando Henrique Cardoso, foi promovido pelo mesmo em março de 1999 ao grau de Grande-Oficial.
Nas eleições municipais de 2004, disputou a prefeitura de Salvador e chegou a disputar o segundo turno com João Henrique, porém foi derrotado.
Em outubro de 2007, deixou o Democratas (DEM), partido criado com o fim do PFL, e filiou-se ao Partido da República (PR), o qual passou a presidir no estado.
Tentou a reeleição ao Senado no pleito de 2010, mas alcançou somente o terceiro lugar, com 1.583.423 votos.
A partir de maio de 2012 ocupou a vice-presidência do Banco do Brasil.
Em 2 de abril de 2013, foi empossado no cargo de ministro dos Transportes do Governo Dilma Rousseff. Deixou o ministério em 26 de junho de 2014, quando assumiu o cargo de ministro-chefe da Secretaria Nacional dos Portos. No início de 2015, deixa a pasta, sendo substituído por Edinho Araújo.
Em 6 de abril de 2015, o Banco do Brasil anuncia a sua volta à instituição ocupando o cargo de vice-presidente de serviços, infraestrutura e operações.
Foi anunciado como novo presidente da Associação Brasileira de Concessionárias de Rodovias (ABCR) no dia 1 de setembro de 2016.